# 1976 w polityce

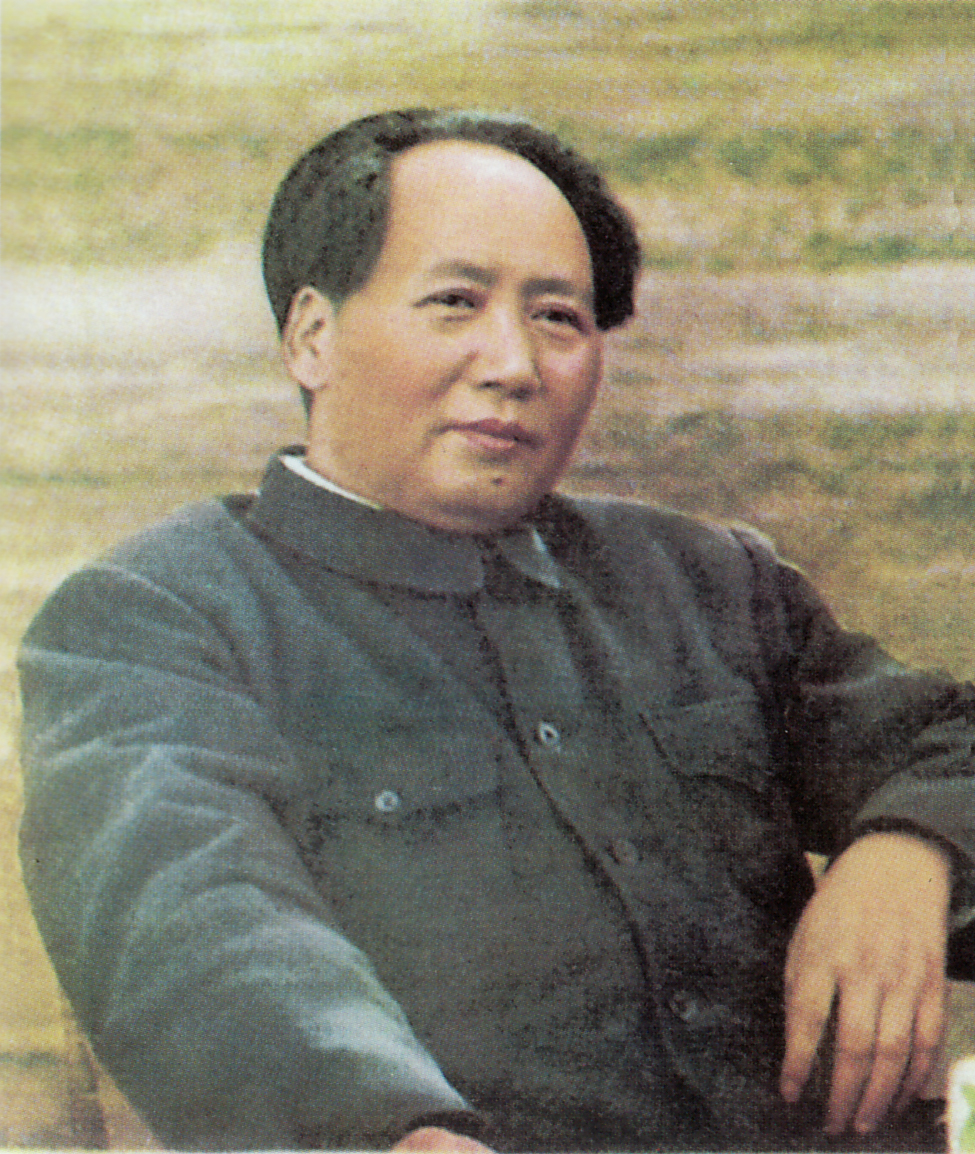
Mao Zedong

Wydarzenia polityczne w 1976 roku.

## Styczeń
- 9 stycznia – nowym premierem Chińskiej Republiki Ludowej został Hua Guofeng, który zastąpił na tym stanowisku zmarłego Zhou Enlaia[1].

## Luty
- 10 lutego – Sejm przyjął ustawę o zmianie Konstytucji PRL. Pojawił się m.in. zapis o przewodniej sile politycznej społeczeństwa w budowie socjalizmu reprezentowanej przez Polską Zjednoczoną Partię Robotniczą. Od głosu wstrzymał się jedynie przewodniczący Koła Poselskiego Znak Stanisław Stomma[1].
- 19 lutego – wojna dorszowa: rząd Islandii zerwał stosunki dyplomatyczne z Londynem. Przyczyną były ciągłe konflikty załóg brytyjskich kutrów rybackich z islandzką strażą przygraniczną i brak porozumienia, które unormowałoby sprawę połowów dorsza na łowiskach uznanych przez Islandię za jej własne[1].

## Marzec
- 5 marca – wicepremier Chińskiej Republiki Ludowej Deng Xiaoping został umieszczony w areszcie domowym i odsunięty od spraw państwowych po skrytykowaniu zasad polityki Mao Zedonga[1].

## Kwiecień
- 8 kwietnia – na 25 lat pozbawienia wolności skazano siedmiokrotnego mistrza świata w szabli Jerzego Pawłowskiego za szpiegowanie na rzecz CIA[1][2].

## Maj
- 2 maja – ukonstytuowało się Polskie Porozumienie Niepodległościowe, w którym znaleźli się m.in. Jan Olszewski i Zdzisław Najder[1].

## Czerwiec
- 16 czerwca – w Soweto (RPA) wybuchł strajk murzyńskiej młodzieży szkolnej. Protestujący sprzeciwiali się obowiązkowemu uczeniu się języka afrikaans[1].
- 19 czerwca – policja stłumiła protesty w Soweto – podczas starć zginęło 76 osób[1].
- 25 czerwca – po podwyżce cen żywności w wielu polskich miastach wybuchły strajki. W Radomiu i  Ursusie milicja brutalnie spacyfikowała protestujących robotników[1].

## Wrzesień
- 9 września – zmarł Mao Zedong, chiński przywódca[3].
- 23 września – powstał Komitet Obrony Robotników. Sygnatariuszami Apelu do społeczeństwa i władz PRL byli: Jerzy Andrzejewski, Stanisław Barańczak, Ludwik Cohn, Jacek Kuroń, Edward Lipiński, Jan Józef Lipski, Antoni Macierewicz, Piotr Naimski, Antoni Pajdak, Józef Rybicki, Aniela Steinsbergowa, Adam Szczypiorski, ksiądz Jan Zieja i Wojciech Ziembiński[4].

## Październik
- 6 października – chińskie służby bezpieczeństwa aresztowały głównych animatorów „rewolucji kulturalnej”: Jiang Qing (wdowę po Mao Zedongu), Zhang Chunqiao, Wang Hongwen i Yao Wenyuan[1].

## Listopad
- 2 listopada – wybory prezydenckie w Stanach Zjednoczonych wygrał Jimmy Carter. Wiceprezydentem został Walter Mondale[1].
- 11 listopada – Rada Bezpieczeństwa ONZ potępiła rząd Izraela za represyjną politykę wobec mieszkańców Palestyny[1].

## Grudzień
- 10 grudnia – Pokojową Nagrodę Nobla otrzymały: Elisabeth Williams i Mairead Corrigan – działaczki irlandzkiej Wspólnoty Ludzi Pokoju[1].